# Shinozuka Yoshio (Offizier)

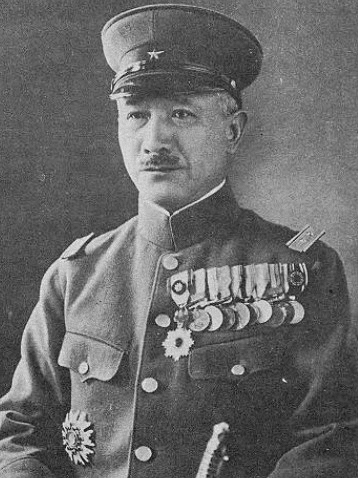
Shinozuka Yoshio

Shinozuka Yoshio (japanisch: 篠塚義男; * 15. September 1884; †  durch Suizid am 17. September 1945) war ein japanischer Offizier und zuletzt Generalleutnant der Kaiserlichen Armee, der während des Zweiten Weltkrieges im Zweiten Japanisch-Chinesischen Krieg von 1939 bis 1941 Oberbefehlshaber der in der Republik China eingesetzten 1. Armee war.

## Leben
Shinozuka Yoshio absolvierte eine Offiziersausbildung an der Heeresoffizierschule (Rikugun Shikan Gakkō), die er 1905 als Jahrgangsbester unter 363 Kadetten abschloss. Daraufhin trat er in die Kaiserliche Armee (Dai-Nippon Teikoku Rikugun) ein und fand in der Folgezeit zahlreiche Verwendungen als Offizier. 1913 war er auch Absolvent der Heereshochschule (Rikugun Daigakkō). Nach verschiedenen weiteren Verwendungen als Offizier und Stabsoffizier wurde er am 20. August 1924 zum Oberstleutnant (chūsa) befördert und war vom 29. November 1924 bis zum 22. Februar 1927 als Militärattaché an den Botschaften in Österreich und in Ungarn. Nach seiner Rückkehr wurde er vom 22. Februar 1927 bis zum 10. August 1928 zum 3. Regiment der Kaiserlichen Garde-Division (Konoe shidan) abgeordnet und übernahm nach seiner Beförderung zum Oberst (taisa) am 10. August 1928 in der Zeit vom 10. August 1928 bis zum 1. August 1931 den Posten als Leiter des Referats Allgemeine Angelegenheiten der Sektion Allgemeine Angelegenheiten im Generalstab (sambō hombu). Daraufhin fand er zwischen dem 1. August 1931 und dem 8. August 1932 Verwendung als Kommandeur des 1. Infanterieregiments sowie vom 8. August 1932 bis zum 18. März 1933 als Instrukteur an der Heeresinfanterieschule.
Am 18. März 1933 wurde Shinozuka zum Generalmajor (shōshō) befördert und blieb daraufhin vom 18. März bis zum 18. August 1933 noch an der Heeresinfanterieschule abgeordnet. Anschließend war er zwischen dem 18. August und dem 4. Juni 1934 erst Kontrolleur im Büro für wirtschaftliche Mobilisierung im Heeresministerium (Rikugun-shō) sowie daraufhin vom 4. Juni 1934 bis zum 1. August 1935 Leiter des Büros für Planung im Kabinettsamt für Ressourcen. Danach übernahm er zwischen dem 1. August 1935 und dem 7. März 1936 erst den Posten als Kommandeur der 1. Brigade der Kaiserlichen Garde sowie daraufhin vom 7. März 1936 bis zum 1. März 1937 als Kommandeur der 1. Eigenständigen Gemischten Brigade. 
Shinozuka Yoshio wurde in dieser Funktion am 1. Dezember 1936 auch zum Generalleutnant (chūjō) befördert. Als Nachfolger von Generalleutnant Yamada Otozō übernahm er am 1. März 1937 erstmals den Posten als Kommandant der Heeresoffizierschule und bekleidete diesen bis zum 18. Juni 1938, woraufhin Generalleutnant Yamamuro Sōbu ihn ablöste. Er selbst wurde am 18. Juni 1938 Kommandeur der 10. Division (Dai-jū Shidan), der sogenannten „Eisen-Division“ (Tetsu-heidan), und verblieb auf diesem Posten bis zum 7. September 1939. Während des Zweiten Weltkrieges wurde er im Zweiten Japanisch-Chinesischen Krieg am 7. September 1939 Nachfolger von General Umezu Yoshijirō als Oberbefehlshaber der in der Republik China eingesetzten 1. Armee (Dai-ichi-gun) und behielt dieses Kommando bis zu seiner Ablösung durch Generalleutnant Iwamatsu Yoshio am 20. Juni 1941. Daraufhin wurde er am 20. Juni 1941 als Nachfolger von Generalleutnant Doihara Kenji noch einmal Kommandant der Heeresoffizierschule und hatte diese Position bis zum 1. April 1942 inne, woraufhin Generalleutnant Ushijima Mitsuru ihn ablöste. Er war zugleich vom 20. Juni 1941 bis zum 1. April 1942 Mitglied des Obersten Kriegsrates (Gunji sangiin) und trat am 2. Juni 1942 in den Ruhestand. Knapp zwei Wochen nach der Kapitulation Japans am 2. September 1945 beging er am 17. September 1945 Suizid.

## Weblink
- Shinozuka, Yoshio. In: The Generals of WWII (generals.dk). Abgerufen am 19. Juli 2023 (englisch).

| Personendaten    | Personendaten                                                          |
| ---------------- | ---------------------------------------------------------------------- |
| NAME             | Shinozuka Yoshio                                                       |
| ALTERNATIVNAMEN  | 篠塚義男 (japanisch)                                                   |
| KURZBESCHREIBUNG | japanischer Offizier, Generalleutnant der Kaiserlich-Japanischen Armee |
| GEBURTSDATUM     | 15. September 1884                                                     |
| STERBEDATUM      | 17. September 1945                                                     |